# Evan N’Dicka
Evan N’Dicka (ur. 20 sierpnia 1999 w Paryżu) – iworyjsko-francuski piłkarz pochodzenia kameruńskiego, grający na pozycji obrońcy we włoskim klubie AS Roma oraz w reprezentacji Wybrzeża Kości Słoniowej. Zwycięzca Pucharu Narodów Afryki 2023.

## Kariera klubowa

### Wczesna kariera
Jest wychowankiem AJ Auxerre. W czasach juniorskich trenował także w F.C.A. Paris 19ème i Solitaires Paris-Est F.C. W 2017 roku dołączył do pierwszego zespołu Auxerre. 

### Eintracht Frankfurt
5 lipca 2018 odszedł za 5,5 miliona euro do niemieckiego Eintrachtu Frankfurt. W Bundeslidze zadebiutował 25 sierpnia 2018 w wygranym 2:0 meczu z SC Freiburg. 
W lutym 2019 roku został nagrodzony nagrodą ,,Rookie of the Month" wyróżnienie przyznawane co miesiąc najlepiej prezentującemu się zawodnikowi poniżej 23 lat. 
Był częścią drużyny w sezonie 2021/2022, kiedy wraz z Eintrachtem wygrał Ligę Europy. W czerwcu 2023 roku oficjalnie opuścił klub po pięciu sezonach, po wygaśnięciu jego kontraktu.

### AS Roma
1 lipca 2023 roku za kwotę bez odstępnego przeszedł do włoskiej AS Romy, na podstawie czteroletniego kontraktu. 14 kwietnia 2024 podczas meczu z Udinese Calcio upadł na murawę tracąc przytomność, a mecz został przerwany.

## Kariera reprezentacyjna

### Młodzieżowa reprezentacja Francji
Ndicka reprezentował Francję na poziomie U16 i U17 i po raz pierwszy został powołany do reprezentacji U18 przez menedżera Bernarda Diomède w marcu 2017 roku. Następnie grał dla każdej francuskiej drużyny młodzieżowej aż do narodowej drużyny U21.

### Reprezentacja Wybrzeża Kości Słoniowej
W czerwcu 2023 roku oficjalnie zmienił przynależność na Wybrzeże Kości Słoniowej, otrzymując następnie swoje pierwsze oficjalne powołanie do seniorskiej reprezentacji narodowej na mecz kwalifikacyjny do Pucharu Narodów Afryki 2023 przeciwko reprezentacji Zambii. 
Ostatecznie zadebiutował w reprezentacji Wybrzeża Kości Słoniowej w wygranym 1–0 meczu kwalifikacyjnym do Pucharu Narodów Afryki 2023 przeciwko Lesotho 9 września 2023 roku.
Został powołany do składu na Puchar Narodów Afryki 2023. 
Po zaciętych rozgrywkach w pucharze reprezentacja Wybrzeża Kości Słoniowej dotarła do finału turnieju w którym zmierzyła się ponownie z reprezentacją Nigerii. Pierwszą bramkę w finale strzelił nigeryjski ówczesny zawodnik PAOK FC, William Troost-Ekong w 38 minucie spotkania. Drugą bramkę po pierwszej połowie spotkania strzelił Franck Kessié po asyście Simon Adingra. Ostatnią bramkę na wagę zwycięstwa w tym spotkaniu strzelił Sébastien Haller ponownie po asyście Simon Adingra. Końcowo spotkanie zakończyło się wynikiem 2:1 na konto Iworyjczyków, którzy tym samym sięgnęli po złoty medal turnieju.

## Sukcesy

### Eintracht Frankfurt
- Zwycięzca Ligi Europy: 2021/2022
- Uczestnik Ligi Mistrzów: 2022/2023

### Reprezentacja Wybrzeża Kości Słoniowej
- Puchar Narodów Afryki:   Mistrzostwo: 2023[22]

### Indywidualne
- Drużyna roku Bundesligi: 2021/2022[23]